# Луций Валерий Максим
Луций Валерий Максим (на латински: Lucius Valerius Maximus), пълно име Луций Валерий Клавдий Максим Ацилий Присцилиан (на латински: Lucius Valerius Claudius Maximus Acilius Priscilianus), e политик и сенатор на Римската империя през 3 век.

## Биография
Той произлиза от старата италийска аристокрация, от фамилията Валерии Максими. Син е на Луций Валерий Месала (консул 214 г.) или на Луций Валерий Месала Тразеа Приск (консул 196 г.).
Валерий е първо triumvir monetarum, квестор urbanus (градски квестор), квестор в неизвестна провинция и претор tutelaris. През 233 г. e консул заедно с Гней Корнелий Патерн. Като comes той придружава император Пупиен при пътуванията му. След това през 255 г. става praefectus urbi и през 256 г. е отново консул. Колега му е Марк Ацилий Глабрион. След това е Curator Laurentium Labinatium на жреческа колегия Vigintisexviri („Двадесет и шестима“).

## Фамилия
Той се жени вероятно за Коелия (Целия) Балбина, вероятно дъщеря на Марк Аквилий Целий Аполинар, роднина на бъдещия император Балбин. Баща е на:
- Луций Валерий Попликола Балбин Максим (консул 253 г.).